# Koninklijke Muziekvereniging Volharding
De Koninklijke Muziekvereniging Volharding is een groot harmonieorkest, met koninklijk predicaat, uit de Noord-Brabantse stad Steenbergen.

## Historie

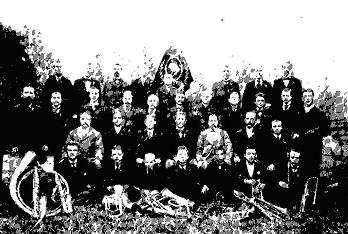
Groepsfoto ter ere van het vijftigjarig jubileum, in 1895.

Harmonie Volharding is opgericht op 14 juni 1844, en is daardoor een van oudste nog bestaande harmoniegezelschappen van Nederland. Beginnend onder de naam "Musyk Geselschap De Harmonie" en met een ledental van negentien mannen, zou de harmonie later dat jaar haar eerste openbare optreden geven. Het ledenbestand bleef lange tijd erg beperkt omdat nieuwe leden niet alleen door een strenge ballotagecommissie heen moesten zien te komen, maar ook omdat zij hun eigen instrument dienden aan te schaffen. 
In 1853 werd de harmonie gereorganiseerd en kreeg zij, naast een minder elitair karakter, ook een nieuwe naam; namelijk "Door IJver Vruchtbaar". Hierop volgde een serie van naamswijzigingen beginnend in 1863 met "Volharding", in 1866 gevolgd door "De Harmonie" om in 1867 weer terug te keren naar "Volharding", wat tot op heden de naam is van de vereniging.
De vereniging blijft, ondanks de oprichting van een tweede harmonie in 1887, Harmonie Amicitia, stabiel qua ledenaantal. Wanneer echter de verzuiling aanbreekt in Nederland (1920 tot 1970) kiezen veel Steenbergenaren toch voor Harmonie Amicitia omdat deze vereniging een duidelijker katholiek karakter heeft, wat enige tijd tot een grote rivaliteit tussen beiden leidde. Het ledenaanstal slinkt om in de jaren tachtig een dieptepunt te bereiken met een orkest van ongeveer 30 tot 40 man.  
Wanneer echter besloten wordt tot een andere verenigingsstructuur, vernieuwde jeugdopleiding en een repertoire voornamelijk bestaande uit populaire muziek, neemt het ledenaantal vanaf midden jaren negentig enorm toe, en anno 2010 telt de vereniging meer dan 300 leden uit Steenbergen en omstreken.

## Structuur
Muziekvereniging Volharding is onderverdeeld in een vijftal orkesten en een drietal andere aan de vereniging verbonden muziekgroepen.
Orkesten:
- Harmonieorkest
- Klein Orkest
- JONG Volharding (jeugdorkest)
- De Muziek Maten (leerlingenorkest)
- De Muzieketiers (instaporkest)

Muziekgroepen:
- Percussiegroep
- Persi Swing Collective (big band)